# أوتوبليندا 40
كانت أوتوبليندا 40 (بالإيطالية: Autoblinda 40 أو AB 40)‏ عربة مصفحة وصنعت بأعداد قليلة في عام 1940. سلحت العربة برشاشين من عيار 8 مم في برج. برزت الحاجة أثناء الإنتاج إلى تسلح أثقل وهكذا أعيد تصميم AB 40 في AB 41 والتي كانت عبارة عن العربة ذاتها باستثناء وجود برج جديد مدفع آلي عيار 20 مم. حولت معظم الآليات الأربعة وعشرون من AB 40 إلى AB 41.

## وصلات خارجية
- أوتوبليندا AB 40, AB 41, AB 43 على wwiivehicles.com
- أوتوبليندا 40 و41 على comandosupremo.com